# Hybomitra longiglossa
Hybomitra longiglossa är en tvåvingeart som först beskrevs av Philip 1931.  Hybomitra longiglossa ingår i släktet Hybomitra och familjen bromsar. Inga underarter finns listade i Catalogue of Life.